# Mediolanum Channel
Mediolanum Channel era una rete televisiva italiana.

## Storia
È stato un canale generalista in chiaro a diffusione satellitare su Hotbird del gruppo bancario Mediolanum.
Il palinsesto prevedeva una programmazione basata su autoproduzioni riguardanti finanza, cinema, teatro, tecnologia, viaggi, film vari e programmi di cucina italiana. Tra i vari conduttori dei programmi si segnalano Paolo Liguori, Alessandro Cecchi Paone, Nicola Porro, Edoardo Lombardi, Marco Buticchi.
La frequenza (12.539 MHz) era memorizzata dalla piattaforma satellitare Sky Italia al canale 803, fino a quando l'emittente ha abbandonato quella frequenza per trasformarsi dal 1º aprile 2010 in web TV e poi chiudere i battenti.